# Like a Baby
Like a Baby es un blues compuesto por Jesse Stone, interpretado y grabado por Elvis Presley por primera vez para su exitoso álbum Elvis Is Back! en 1960. La canción no fue editada como disco sencillo en USA pero constituyó una de las piezas musicales de varios álbumes de prestigio de Presley como Artist Of The Century y The Searcher  entre otros y algún EP como Such A Night.

## Contexto y grabación
Elvis se había forjado musicalmente a través del góspel, el country y el blues, este último género lo cultivaría especialmente cuando su familia se mudó a vivir a Memphis y él comenzara a concurrir de manera recurrente a los pubs de la calle Beale Street para escuchar tocar allí a artistas afroamericanos como B. B. King aún ante los conflictos raciales que existían en aquel momento en el sur de los Estados Unidos.
Elvis recurriría a grabar canciones de los estilos que lo habían cultivado una y otra vez, a lo largo de su carrera. Fue luego de su regreso a los Estados Unidos tras cumplir su segundo año de servicio militar en Alemania, que Elvis viajó desde Memphis hacia Nashville para iniciar allí en el legendario Estudio B de la RCA las sesiones de grabación de su nuevo álbum, escogiendo el blues Like a Baby como uno de los temas a incluir. 
El 3 de abril de 1960 en compañía de alguno de los músicos que lo acompañaban desde sus inicios musicales, Elvis finalmente logró la toma de la canción para confeccionar el máster.  Elvis muestra para estas grabaciones una voz mucho más trabajada para realizar un rasgado blues  y realiza en Like a Baby una interpretación cargada de sentimiento y profundidad vocal donde la pieza está dividida en el centro por un segmento de voces a modo de solo donde destacan las armonías del grupo vocal The Jordanaires.

### Músicos de la sesión
- Elvis Presley - voz y guitarra acústica rítmica
- Scotty Moore - guitarra eléctrica
- Hank Garland - guitarra eléctrica
- Bob Moore - bajo
- D. J. Fontana - batería
- Floyd Cramer - piano
- Boots Randophs - saxofón
- The Jordanaires - coros

#### Músicos extras
- Buddy Harman - batería

## Letra
La letra de la canción habla de un hombre que ha llegado a tener tal dependencia por parte de su pareja al punto de sentirse como un bebé que está a disposición de los designios de su madre. Por otro lado siente que su relación con ella es casi tóxica ya que aún sintiéndose como un niño a su lado no puede dejar de reconocer que la ama. A lo largo de la canción, el protagonista realiza una serie de comparaciones donde su comportamiento, en lugar de reflejar el de un adulto en una relación formal, resulta ser la de un inmaduro que se comporta de manera dependiente y subordinada debido a que en cierta manera su novia juega con sus sentimientos como si él fuese un bebé. 
| The day I found I am alive Then, I broke down and cried like a baby Well, it was then I could see You were playing with me, like a baby Well, you can bet that some day I'll forget just like a baby | El día en que descubrí que yo estaba vivo Entonces me quebré y lloré como un bebé Bueno, fue entonces cuando yo pude ver que tu estabas jugando conmigo como un bebé Bueno tu puedes apostar que algún día yo me olvidaré justamente como un bebé |

## Ediciones
- Elvis Is Back (álbum) RCA 1960
- Such A Night (EP) RCA Victor 1960 [3]
- Artist Of The Century  (álbum) 1999 [9] [10]
- From Nashville To Memphis - The Essential 60's Masters - RCA 1993 [11]
- Elvis Is Back! [Legacy Edition]  (álbum) RCA / Legacy 2010 [1]
- The Searcher (álbum) RCA / Legacy 2018 [12]

## Otras interprtaciones
- James Brown and the Famous Flames tuvieron su versión en el mercado como disco sencillo en 1963. [13]
- La cantante Wanda Jackson grabó Like a Baby para su álbum The Party Ain't Over. [14]
- Glenn Danzing también realizó una versión para su álbum de 2020 Danzing Sings Elvis [15]